# 遣隋使
遣隋使是日本推古天皇朝（倭国）派遣到隋朝的使節團。從600年（隋文帝开皇二十年）、607年（隋炀帝大業三年）、608年（隋煬帝大業四年）、614年（隋煬帝大業十年）、618年（隋煬帝大業十四年）的18年之間至少有5次遣使入隋。到了唐时則稱為遣唐使。

## 第一次
派遣第一回始於開皇二十年（600年），《日本書紀》無記載。《隋書》「東夷傳倭國傳」載有高祖文帝問遣使的對話：「開皇二十年，倭王姓阿每，字多利思北孤，號阿輩雞彌，遣使詣闕。上令所司訪其風俗。使者言倭王以天為兄，以日為弟，天未明時出聽政，跏趺坐，日出便停理務，雲委我弟。高祖曰：『此太無義理。』於是訓令改之。」该次使节归国后促成聖德太子制定冠位十二階和十七條憲法。

## 第二次
《日本書紀》有記載607年（推古天皇十五年）日本聖德太子派遣小野妹子及其他留學生來到隋國，吸收隋國政治制度，在隋的漢名為「蘇因高」。但因国书写有：“日出處天子致書日沒處天子無恙”，不符合隋的天下秩序，导致隋的不满，不过隋朝为了征伐高句丽，遣裴世清赴日，避免大和王权与高句丽结盟。

## 第三、四次
609年小野妹子以送裴世清为由再次出使隋國，该次遣隋使有高向玄理、南淵請安、僧旻等留学生、留学僧随同学习中国制度、文化，这批留学生、留学僧成为日后初期遣唐使的使臣，并推动日本大化革新，对日本唐化改革贡献极大。614年又派犬上御田锹出使。

## 遣隋使列表
關於日本派遣遣隋使的次數，有不同種說法。但根據《日本書紀》和《隋書》的記載來看，其次數不少於5次。
| 次数 | 出發年 | 歸國年 | 遣隋使              | 其他派遣者                                                                                    | 備註                                   | 出處                          |
| ---- | ------ | ------ | ------------------- | --------------------------------------------------------------------------------------------- | -------------------------------------- | ----------------------------- |
| 1    | ?      | 600年  | ?                   |                                                                                               |                                        | 《隋書·倭國傳》               |
| 2    | 607年  | 608年  | 小野妹子            |                                                                                               | 持國書赴隋，隋遣裴世清赴日             | 《日本書紀》 《隋書·倭國傳》  |
| ?    | ?      | 608年  | ?                   |                                                                                               | 不知與608年至609年的遣隋使是否是同一次 | 《隋書·煬帝紀》               |
| 3    | 608年  | 609年  | 小野妹子 吉士雄成   | 學生： 倭漢直福因 奈羅譯語惠明 高向漢人玄理 新漢人大圀 學問僧： 新漢人日文（即僧旻） 南淵請安 | 入隋留學。隋使裴世清歸國               | 《日本書紀》 《 隋書·倭國傳》 |
| 4    | ?      | 610年  | ?                   |                                                                                               |                                        | 《隋書·煬帝紀》               |
| 5    | 614年  | 615年  | 犬上御田锹 矢田部造 |                                                                                               | 與百濟使者同至隋朝                     | 《日本書紀》                  |

## 參见
- 遣唐使
- 遣新羅使
- 遣渤海使
- 新羅遣日使
- 宋日貿易
- 遣明使